# Grønlænderliv
Grønlænderliv er en dansk dokumentarfilm instrueret af Jette Bang. Nogle af sekvenserne er brugt i filmen Inuit.

## Handling
Kajak i isfyldt farvand. Kajakken hives i land. Kajakker på stativ. Konebåd sættes til vands. Jægere på fuglefjeld. Slædehunde i vand. Sælskindstelt. Børn lefer. Kvinder syr skind i telt. Kaffekeddel på ildsted. Kamikker sys. Bukser vises frem. Blødgøring af kamikker. Hundeskind renses med ulo. Hund dier. Lyngbål. Torsk koges. Konebåden bæres til stranden. teltet pilles ned. Kajakmand bærer kajak til havs og følger konebåden.